# Ballyhoura Way

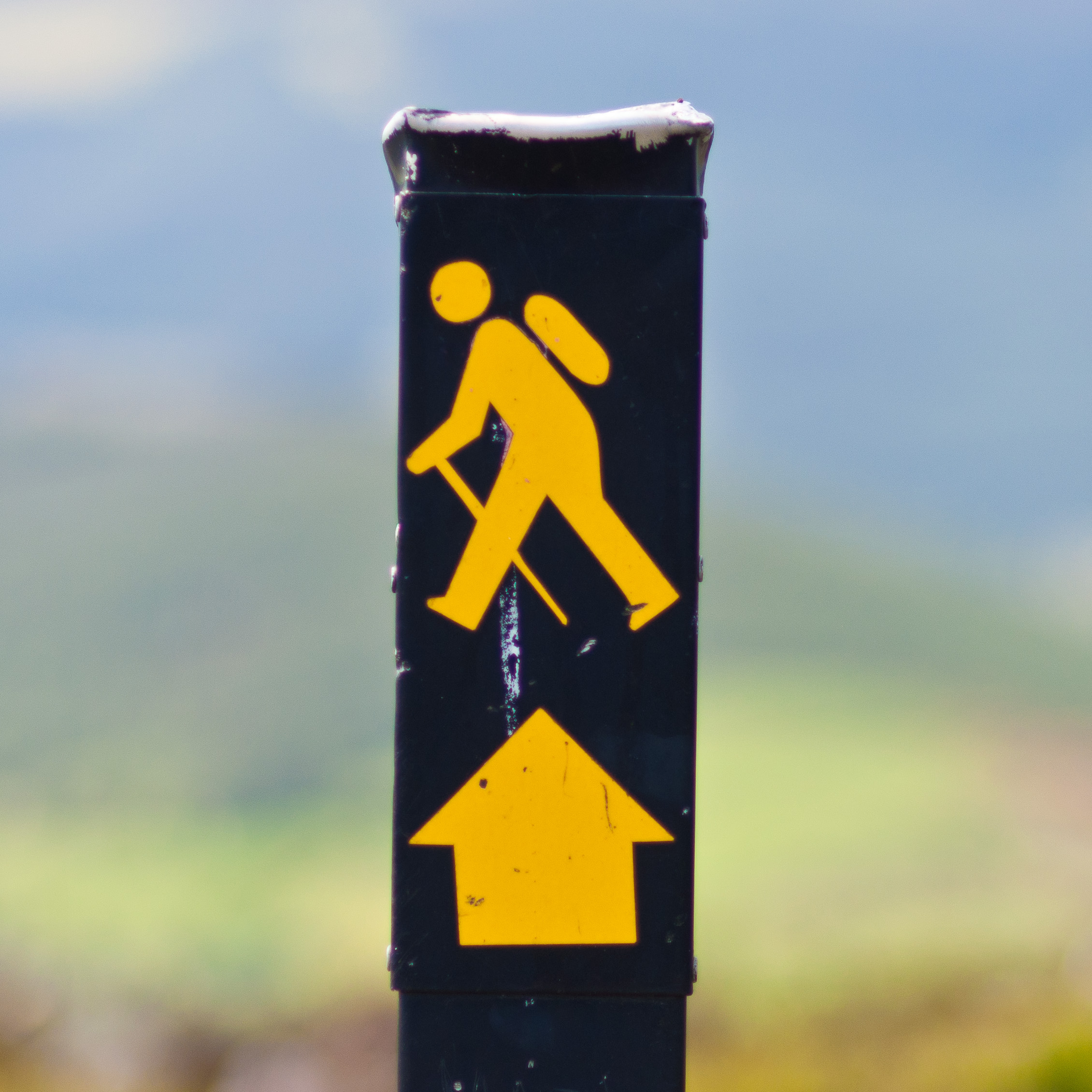
De "walking man" wegmarkering van de National Waymarked Trails in Ierland

De Ballyhoura Way (Iers: Slí Bhealach Eabhra) is een langeafstandswandelpad in Ierland. Het pad werd door het National Trails Office van de Ierse sportbond erkend als National Waymarked Trail en wordt beheerd door de Ballyhoura Fáilte. Het pad werd in april 1994 geopend door president Mary Robinson. 
Het wandelpad is een rechtlijnig pad van ongeveer 89 kilometer lang doorheen de graafschappen Cork, Limerick en Tipperary. Het wandelpad begint bij St John's Bridge in het graafschap Cork en eindigt bij Limerick Junction in het graafschap Tipperary. De Ballyhoura Way maakt deel uit van de Beara-Breifne Way die de veertiendaagse mars van West Cork tot Leitrim volgt van Donal Cam O'Sullivan Beare en zijn duizend volgelingen in 1603.

## Beschrijving
De eerste etappe begint bij de St John's Bridge, een 6,5 kilometer ten noorden van de stad Kanturk en volgt via Liscarroll kleine wegen naar Ballyhea. Vanaf Ballyhea steekt het pad het Ballyhouragebergte over naar het dorp Ballyorgan. De weg gaat verder door de bergen naar Galbally via Kilfinane en Ballylanders. Vanaf Galbally volgt het pad de Glen of Aherlow naar de stad Tipperary voordat het de weg naar de Limerick Junction volgt waar het pad eindigt. Het wandelpad sluit in Tipperary aan bij de Muteen Way.